# Sébastien Haller
Sébastien Romain Teddy Haller (1994. június 22.–) elefántcsontparti válogatott labdarúgó, az Utrecht csatára.
Haller Franciaországban kezdte pályafutását az Auxerre csapatánál. 2015-ben először kölcsönben, majd a szezon végén véglegesen a holland Eredivisie-ben szereplő Utrecht csapatához került. Két évvel később a német Eintracht Frankfurthoz szerződött, amellyel 2018-ban megnyerte a Német labdarúgókupát. Az angol Premier League-ben szereplő West Ham United egy évvel később klubrekordot jelentő 49,8 millió euróért szerződtette. Haller 2021-ben visszatért Hollandiába és az Ajaxhoz szegődött, 22,5 millió eurós klubrekordot jelentő összegért. Az első hat hónapban megnyerte az Eredivisie-t és a Holland-kupát. A 2021–22-es szezonban ő lett az első játékos, aki hét egymást követő UEFA Bajnokok Ligája mérkőzésen szerzett gólt, majd nyáron 31 millió euróért a Borussia Dortmundhoz igazolt.
A francia édesapa és elefántcsontparti édesanya gyermekeként Párizsban született Haller ifjúsági szinten francia válogatottban játszott, mielőtt 2020-ban Elefántcsontpart mellett tette le a voksát. Első válogatott gólját Madagaszkár ellen szerezte, és képviselte a válogatottat a 2021-es Afrikai Nemzetek Kupáján.
2022-ben Hallernél hererákot diagnosztizáltak, amit azonban legyőzött, és 2023 januárjában visszatért a profi futball világába.

## Fiatalkora
Haller Ris-Orangisban, Essonne megyében, Párizsban született francia apától és elefántcsontparti anyától.

## Karrierje

### Klubcsapatokban

#### Auxerre
A 2011-ben megrendezett FIFA U-17-es világbajnokság idején, 2011. június 26-án Haller aláírta első profi (három éves) szerződését az Auxerre-rel.
A 2012–13-as szezon előtt Jean-Guy Wallemme menedzser felhívta Hallert a felnőttcsapatba. Profi debütálására 2012. július 27-én került sor, a 2012–13-as idény nyitó bajnoki mérkőzésén, a Nîmes ellen.

#### Utrecht
2014. december 24-én bejelentették, hogy Haller a szezon végéig kölcsönbe a holland Eredivisie-ben szereplő Utrechthez kerül. A idény végén a holland klub véglegesen szerződtette Hallert. A szurkolók őt választották meg a Di Tommaso Trophy 2015, tehát az Utrecht év játékosa díj nyertesének.

#### Eintracht Frankfurt
2017. május 15-én Haller négyéves szerződést kötött az Eintracht Frankfurttal, állítólag 7 millió euróért. 2017–18-as szezonban a Német kupában négy gólt szerzett a Frankfurt színeiben, klubja pedig megnyerte a döntőt, ami Haller pályafutásának első trófeáját jelentette. A 2018–19-es Bundesliga-szezonban 29 mérkőzésen 15 gólt szerzett és csapata a hetedik helyen végzett. A góljai mellett kilenc gólpasszt is jegyzett, ami azt jelenti, hogy a 2018–19-es szezonban második lett a kanadai táblázaton, csak Robert Lewandowski múlta felül 29 ponttal.

#### West Ham United

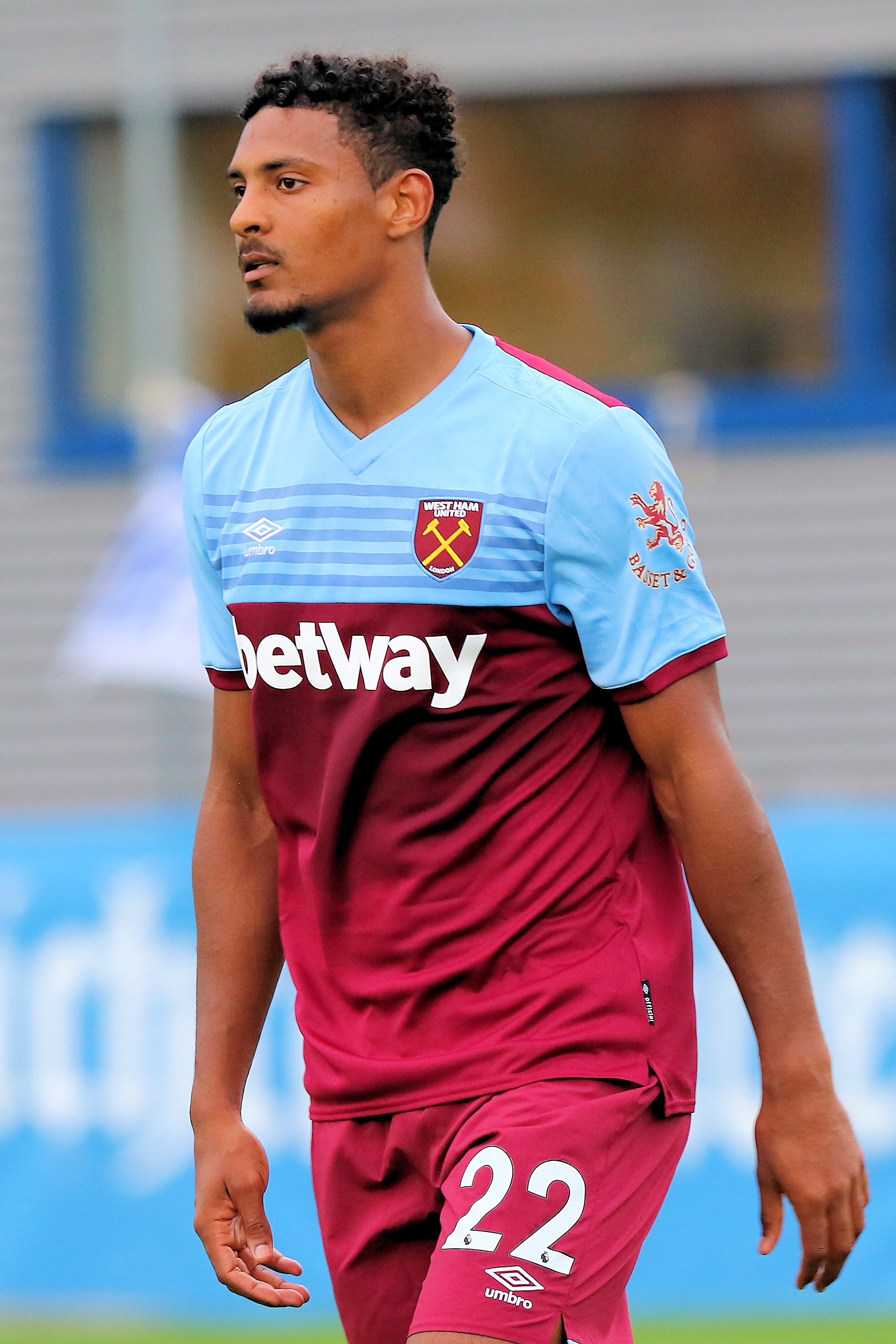
Haller 2019-ben a Hertha BSC elleni barátságos mérkőzésen, a West Ham United mezében

2019. július 17-én Haller ötéves szerződést kötött a West Ham Uniteddel, klubrekordot jelentő összegért, amely egyes bónuszok miatt akár 45 millió fontra is emelkedhet. Az angol együttesben 2019. augusztus 10-én debütált a Premier League-ben, a címvédő Manchester City elleni 5–0-s vereség alkalmával végigjátszotta a teljes mérkőzést. Két héttel később megszerezte első két gólját a Watford elleni 3–1-es idegenbeli győzelem alkalmával. Haller a West Hamnél kevés játéklehetőséget kapott, miután David Moyest Manuel Pellegrini váltotta a kispadon, aki Michail Antoniót preferálta a csatársorban.
2020 júliusában a Eintrach Frankfurt feljelentette a West Hamet a FIFA-nál, miután kiderült, hogy nem fizette ki a 45 millió fontos átigazolás részét képező májusi 5,4 millió fontos összeget. A West Ham azt állította, hogy a két klub közötti jogvita miatt tartották vissza az utalást. December 16-án Haller a Crystal Palace elleni 1–1-es döntetlen alkalmával szerzett egy fejesgólt, amelyet a Premier League-ben a hónap góljának választottak.

#### Ajax
2021. január 8-án Haller négy és fél éves szerződést írt alá a holland Ajax Amsterdam-mal, 22,5 millió eurós klubrekordot jelentő összegért, így újra régi Ultrech-es edzője, Erik ten Hag kezei alatt dolgozhatott. 2021. január 8-án a második félidőben csereként debütált a legnagyobb rivális, a PSV ellen, és a 2–2-es döntetlennel végződő mérkőzésen Antony egyenlítő gólját készítette elő. Január 14-én megszerezte első gólját és második gólpasszát a Twente elleni 3–1-es idegenbeli győzelem alkalmával. Február 3-án Haller tévedésből kimaradt a klub listájáról az UEFA Európa Liga kieséses szakaszára, így ott nem játszhatott.
A 2021. szeptember 15-én a Sporting CP ellen 5–1-re megnyert idegenbeli Bajnokok Ligája mérkőzésen Haller mindkét félidőben kétszer is betalált, ezzel ő lett az első játékos, aki négy gólt szerzett a Bajnokok Ligája-debütálásán. Marco van Basten 1992-es, AC Milan színeiben lejátszott mérkőzésen szintén négy gólt szerzett; azonban a holland labdarúgó ezeket a gólokat a BL elődjében, a Bajnokcsapatok Európa-kupájában rúgta. A következő, 13 nappal későbbi mérkőzésen a Beşiktaş ellen is jegyzett egy gólt, ezzel ő lett az első játékos a verseny történetében, aki öt gólt szerzett az első két mérkőzésén. November 24-én ugyanezen csapat ellen Haller kétszer is betalált a csapata 2–1-es győzelme során, így ő lett az első játékos, aki öt egymást követő mérkőzésen kilenc gólt szerzett ebben a sorozatban. December 7-én Haller betalált az Ajax Bajnokok Ligája-csoportmeccsén, ezzel Cristiano Ronaldo után a második játékos lett, aki mind a hat csoportmeccsén betalált, és a verseny történetének leggyorsabban 10 gólig jutó futballistája lett. 2022. február 23-án jóvátette korábbi öngólját, és az Ajaxot 2–2-es idegenbeli döntetlenhez segítette a Benfica ellen az utolsó fordulóban, ezzel ő lett az első olyan labdarúgó, aki hét egymást követő mérkőzésen betalált a BL-ben, azonban csapata 3–2-es összesítéssel kikapott. A 31 mérkőzésen szerzett 21 góljával az Eredivisie góllövőlistájának élén zárta a szezont.

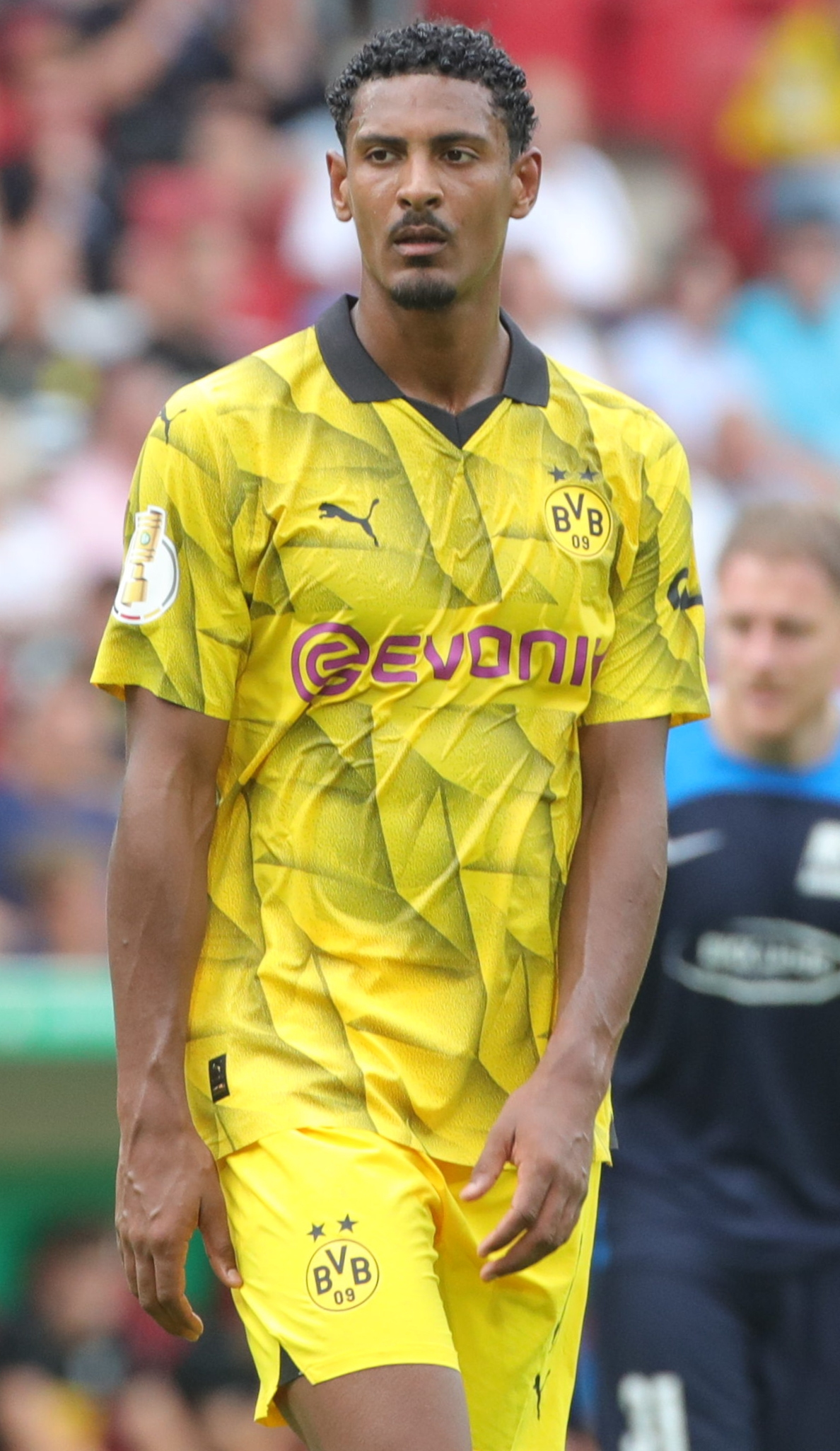
Haller 2023-ban a BVB mezében

#### Borussia Dortmund
2022. július 6-án Haller 2026. június 30-ig szóló szerződést írt alá a német Borussia Dortmunddal. A átigazolási díj 31 millió euró volt, amely a egyes források szerint bizonyos bónuszokkal akár 34,5 millió euróra is emelkedhet. Július 18-án azonban a csatár elutazott a klub svájci, szezon előtti edzőtáborából, miután rosszindulatú heredaganatot diagnosztizáltak nála. Ezt követően két műtéten és négy kemoterápián esett át, hogy a betegség terjedését megállítsák.
Miután sikeresen befejezte a kezeléseket, 2023 januárjában Haller hivatalosan is visszatérhetett a teljes értékű edzésmunkához, csatlakozott a Dortmund többi játékosához a Marbellában tartott téli edzőtáborban. 2023. január 10-én játszotta első mérkőzését közel nyolc hónap után, a Fortuna Düsseldorf elleni barátságos mérkőzés utolsó 15 percére cserélték be. Három nappal később egy másik barátságos mérkőzésen, a Basel elleni 6-0-s győzelem alkalmával nyolc perc alatt mesterhármast lőtt. Január 22-én az Augsburg elleni 4–3-as hazai győzelem alkalmával a második félidőben csereként lépett pályára, és ezzel végre hivatalos mérkőzésen is bemutatkozott a Dortmundban. Február 4-én a Freiburg elleni 5–1-es győzelem alkalmával megszerezte első profi meccsén lőtt gólját a klub színeiben. Március 18-án két gólt szerzett az 1. FC Köln elleni 6–1-es győzelemmel záruló mérkőzésen. Április 15-én a VfB Stuttgart elleni 3–3-as döntetlenre végződő mérkőzésen ő szerezte csapata első, vezető találatát. Csapata három májusi bajnokijain öt gólt szerzett és egy gólpasszt is adott. Haller a Bundesliga 2022–23-as szezonjának utolsó mérkőzésén, amit csapata a Mainz ellen játszott és 2–2-es döntetlennel ért véget, kulcsfontosságú büntetőt hibázott, amikor csapata 1–0-s hátrányban volt. Ezek után a Borussia Dortmund az utolsó napon 11 év után volt esélye a bajnoki címre, azonban rosszabb gólkülönbséggel a Mainz elleni összecsapás miatt elvesztette azt. 2023–24-es idényben bokasérülést szenvedett, ami miatt a szezon nagy részére kiesett, így mindössze három gólt szerzett, közülük kettőt a TSV Schott Mainz ellen a DFB-Pokalban és egyet az Atlético Madrid ellen a Bajnokok Ligája negyeddöntőjében.

#### Leganés
2024. augusztus 30-án a Leganés kölcsön vette a 2024–2025-ös szezon végéig. A kölcsönszerződést a téli átigazolási időszak során közös megegyezéssel felbontották.

#### Utrecht
2025. január 9-én visszatért kölcsönbe a korábbi klubjába, a holland Utrecht csapatához. Augusztus 18-án egyéves szerződést írt alá az Utrecht csapatával.

### A válogatottban

#### Utánpótlás

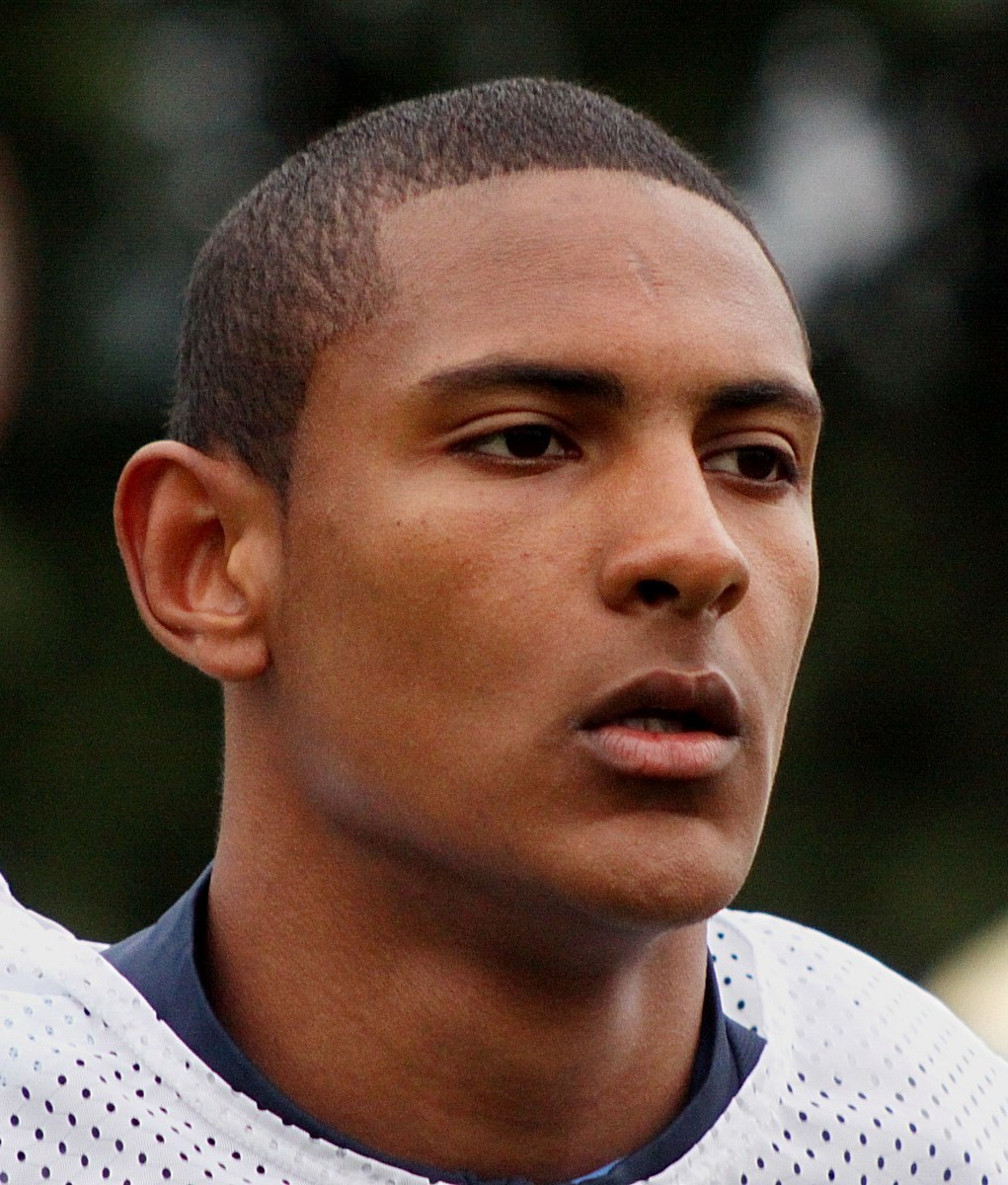
Haller 2013-ban az U19-es válogatottal

Haller utánpótlás válogatottja Franciaország volt, minden korosztályos szinten képviselte szülőhazáját, és összesen 51-szer volt válogatott és 27 gólt szerzett. A 2011-es mexikói U17-es világbajnokságon a francia válogatott tagjaként a nyitó csoportmeccsen gólt szerzett az Argentína ellen 3–0-ra megnyert mérkőzésen.
2013. november 14-én Haller debütált a U21-esek között, amikor Anthony Martial helyére cserélték be az 57. percben egy Örményország elleni Európa-bajnoki selejtezőn Toulouse-ban és góllal segítette csapatát 6–0-s győzelemhez. 2015. március 25-én egy Észtország elleni, ugyanennyi gólt hozó barátságos mérkőzésen mesterhármast ért el, 2016. november 10-én pedig ugyanígy tett a Stade Pierre Brissonban az Elefántcsontpart ellen 5–1-re megnyert mérkőzésen.

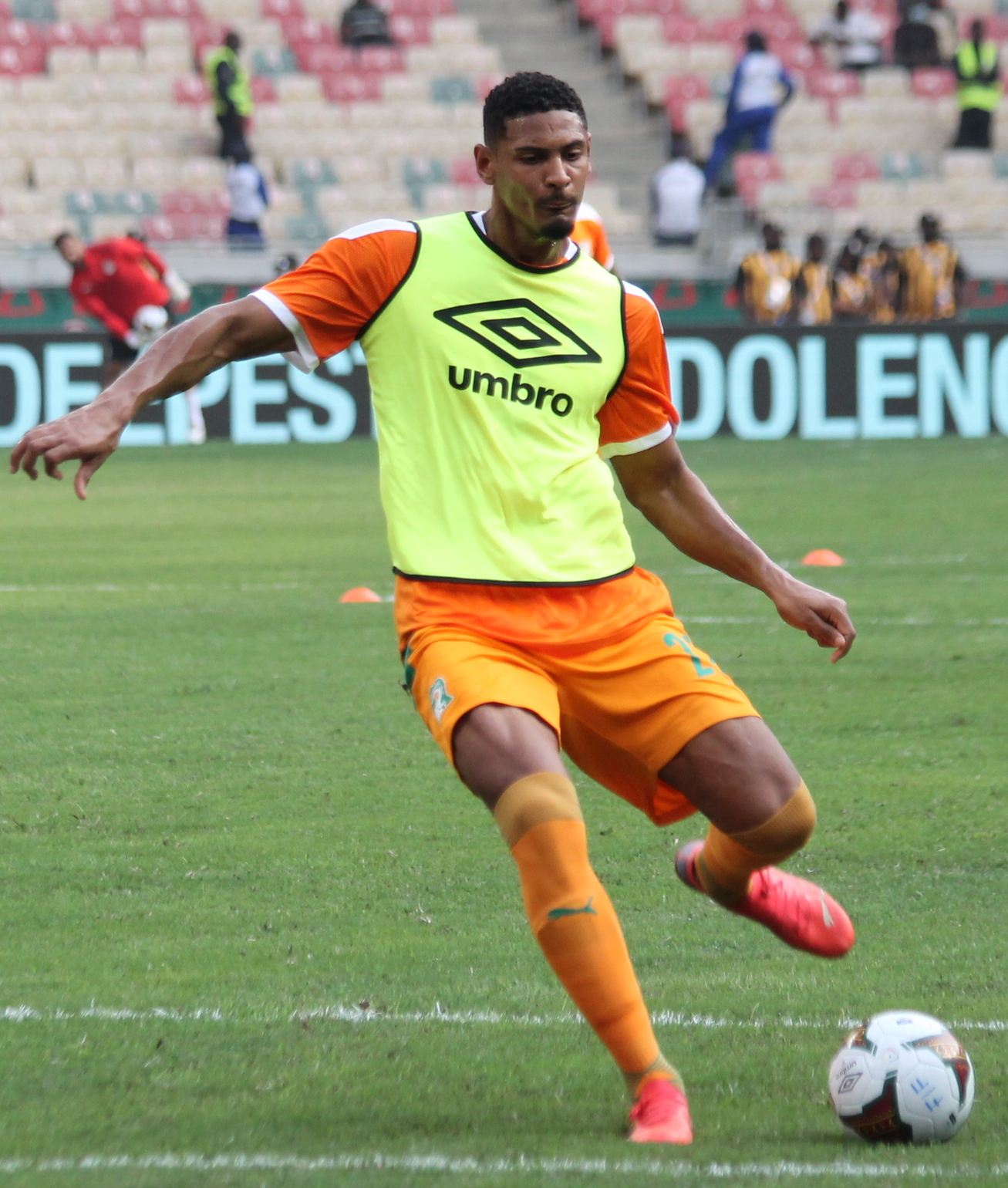
Haller 2022-ben a Elefántcsontpart mezében

#### Felnőtt válogatott
2020 novemberében Hallert behívták az elefántcsontparti válogatottba. November 12-én debütált a 2021-es afrikai nemzetek kupája selejtezőjében, a Madagaszkár ellen 2–1-re megnyert mérkőzésen, ahol az 55. percben szerezte csapata győztes gólját. Behívták a döntő csoportmérkőzésre, ahol gólt szerzett a Sierra Leone elleni 2–2-es csoportmérkőzésen; az Egyiptom elleni nyolcaddöntőben a hosszabbítás félidejében lecserélték Maxwel Cornet-re, azután a csapata büntetőkkel veszített.
2023 decemberében beválogatták a válogatott keretébe 2023-as afrikai nemzetek kupájára, amelynek Elefántcsontpart adott otthont. A Kongói Demokratikus Köztársaság elleni elődöntő mérkőzésén ő szerezte az egyetlen gólt az 1–0-s győzelem során, amellyel válogatottja kvalifikálta magát a döntőbe. Később Haller lőtte a győztes találatot a Nigéria ellen 2–1-re megnyert döntőben is.

## Sikerei, díjai

### Eintrach Frankfurt
- Német kupa: 2017–18[55]

### Ajax
- Holland bajnokság: 2020–21, 2021–22[55]
- Holland kupa: 2020–21[55]

### Egyéni
- David Di Tommaso Trophy: 2015
- Bundesliga A hónap újonca: 2017 október
- Premier League – A hónap gólja: 2020 december
- Eredvisie gólkirálya: 2021–22
- Holland kupa gólkirálya: 2015–16

## Fordítás
Ez a szócikk részben vagy egészben  a   Sébastien Haller című angol Wikipédia-szócikk ezen változatának fordításán alapul.  Az eredeti cikk szerkesztőit annak laptörténete sorolja fel. Ez a jelzés csupán a megfogalmazás eredetét és a szerzői jogokat jelzi, nem szolgál a cikkben szereplő információk forrásmegjelöléseként.